# Ельчанинов, Александр Викторович
Александр Викторович Ельчанинов (1 (13) марта 1881, Николаев — 24 августа 1934, Париж) — священник Русской православной церкви, церковный историк, литератор.

## Биография
Был вторым сыном в семье штабс-капитана 58-го пехотного полка, Виктора Яковлевича Ельчанинова (1853—1893). После смерти отца семья переселилась в Тифлис. Как и братья, Николай и Борис, Александр учился во 2-й Тифлисской гимназии, где его одноклассниками были П. А. Флоренский, В. Ф. Эрн и М. И. Асатиани; вместе они посещали историко-философский кружок, организованный учителем истории Георгием Николаевичем Гехтманом. Флоренский, Эрн и Ельчанинов окончили гимназию в 1900 году, все с золотой медалью.
Учился на историко-филологическом факультете Санкт-Петербургского университета с обязательством вернуться преподавателем в Кавказский учебный округ. Затем поступил в Московскую духовную академию, но досрочно покинул её. В 1905 году участвовал в деятельности нелегального Христианского братства борьбы (ХББ), основанного В. П. Свенцицким и В. Ф. Эрном. Входил в редколлегию «Религиозно-общественной библиотеки» и был редактором-издателем газет ХББ.
18 ноября 1905 года избран членом совета Московского религиозно-философского общества памяти Соловьева. С 1910 года активно занимался педагогической деятельностью. На Высших женских курсах в Тифлисе читал лекции по истории религии и о новой русской религиозно-философской мысли. С 1912 года преподавал в гимназии Владимира Левандовского в Тифлисе, в 1914 году стал её директором.
В 1916 г. обвенчался с дочерью В. А. Левандовского Тамарой Владимировной (21.11.1897, Минск — 24.11.1981, Париж). В браке с ней имел детей Наталью, Кирилла и Марию.
В 1921 году эмигрировал из России. Из Батума через Константинополь вместе с семьей добрался до Франции, где поселился в Ницце. Рукоположён в сан священника в 1926 году и до 1934 г. состоял в штате Свято-Николаевского собора в Ницце, преподавал русский язык. Был одним из руководителей Русского студенческого христианского движения (РСХД).
В 1934 году был назначен в Александро-Невский собор на ул. Дарю в Париже, где прослужил всего неделю и тяжело заболел. Скончался в Париже и похоронен на кладбище в г. Мёдоне под Парижем.
Протоиерей Сергий Булгаков писал о нём как о священнике:

он представлял собой явление необычайное и исключительное, ибо воплощал в себе органическую слиянность смиренной преданности православию и простоты детской веры со всей утончённостью русского культурного предания.